# Ed Station
Ed Station er en svensk jernbanestation, der ligger på Norge/Vänernbanen som den sidste station inden grænsen til Norge. Stationen ligger i byen Ed.
| Jernbane | Spire Denne jernbaneartikel er en spire som bør udbygges. Du er velkommen til at hjælpe Wikipedia ved at udvide den. |

58°54′49″N 11°55′57″Ø / 58.91349°N 11.93254°Ø
1. ↑  Navnet er anført på bokmål og stammer fra Wikidata hvor navnet endnu ikke findes på dansk.